# بيتي جوفمان
بيتي جوفمان (بالبرتغالية: Betty Gofman‏) هي ممثلة برازيلية، ولدت في 3 يونيو 1965 بساو باولو في البرازيل.

## وصلات خارجية
- بيتي جوفمان على موقع IMDb (الإنجليزية)
- بيتي جوفمان على موقع روتن توميتوز (الإنجليزية)
- بيتي جوفمان على موقع ألو سيني (الفرنسية)
- بيتي جوفمان على موقع أول موفي (الإنجليزية)
- بيتي جوفمان على موقع قاعدة بيانات الفيلم (الإنجليزية)
- بيتي جوفمان على موقع كينوبويسك (الروسية)